# クリス・フェーン
クリス・フェーン（1973年2月24日 - ）はアメリカのミュージシャン、メタルバンドスリップノットの元メンバー。

## 来歴
1973年2月24日、アイオワ州デモインで誕生、アイオワ州アンケニーで育った。 
スリップノット加入前は、ウェイン州立大学のフットボールチームでキッカーを務めており、パーカッショニストのブランドン・ダーナーの後任として、1998年7月頃にスリップノットに参加した。 
またメジャーデビュー前は電気工事士であった。
スリップノットではパーカッションやバックボーカルを担当。また趣味はゴルフで、こちらはスリップノットが2006年にリリースしたDVD Voliminal：Inside the Nineで見ることができる。
スリップノットのベーシスト、ポール・グレイはインタビューで「フェーンはしばしばバンドにユーモアをもたらす」と述べている。
また加入前より、スリップノットのメンバーであったショーン・クラハンと友人でもあった。
2012年3月23日に第一子が誕生。
しかし2019年3月14日、ギャラの未払いを理由にバンドに対して訴訟を起こし、2019年3月18日、スリップノットを脱退した。

## マスク
長い鼻と装飾のある死人風のマスク。ファースト・アルバムより一貫してこのマスクを着用しているが、赤や緑に色を変える場合がある。
彼のマスクは、映画「ハロルド＆クマンタグアンタナモ湾からの脱出」で取り上げられた。

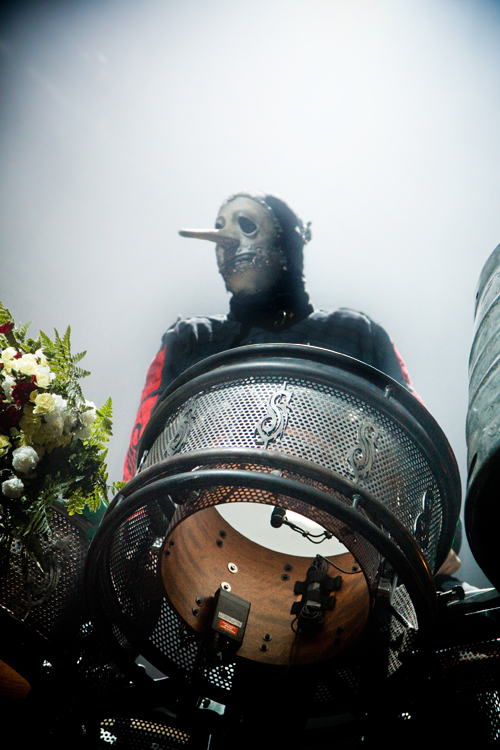
クリス・フェーン